# Замак Литомишл
Замак Литомишл један је од највећих ренесансних замака у Чешкој Републици. Налази се у центру града Литомишла и године 1999. постало је заштићено културно наследство од стране Унеска. Замак Литомишл пример је грађевине која се прво развила у Италији а затим се прилагодила чешком амбијенту и створила нову врсту архитектонског културног блага. Замак се доста приближио барокном стилу у 18. веку.

## Историја
Град Литомишл се развио у 13. веку између Бохемије и Моравске, путу који је био погодан за трговину, као и честа трговинска рута. Године 1568. започето је грађење замка, а саму изградњу надгледали су Јан Баптиста Авосталис и његов брат Олджих. Готово читав замак завршен је до 1580. године. Замак је дуго служио као пребивалиште престижној породици Перлштејн од 1567. године до смрти њеног последњег члана, Фребонија, 1646. године. Познати чешки композитор Беджих Сметана рођен је 1824. године у згради поред самог замка, пивари.
Крајем 18. века замак је редизајниран у барокном стилу и као такав је и данас сачуван.

## Опис
Замак садржи три спрата и састоји се од четири крила која су постављена асиметрично. Највеће је западно крило, док је најмање јужно. Источно крило садржи капелу замка, а западно садржи позориште заједно с декорацијом на бини, машинеријом и потпуно нетакнутим аудиторијом. 
Уз замак налазе се и још нека старија здања, укључујући и пивару која је конструисана тако да буде додатак замку. Након пожара 1726. године преуредио ју је барокни архитекта Франтишек Максимилијан Кањка. У оквиру замка налазе се и парк у енглеском стилу и барокни павиљон

## Галерија
- Замак Литомишл
- Замак Литомишл
- Замак Литомишл
- Замак Литомишл
- Замак Литомишл